# SS Sirius (1837)
SS Sirius – statek parowy, który jako jeden z pierwszych przepłynął Ocean Atlantycki przy użyciu wyłącznie napędu mechanicznego.

## Charakterystyka ogólna
„Sirius” był bocznokołowcem o drewnianej konstrukcji kadłuba i pojemności 412 BRT, wyposażonym w pomocnicze ożaglowanie, typowe dla wczesnych jednostek motorowych. Nie był przystosowany do długich, pełnomorskich, a w szczególności transoceanicznych rejsów. Zasadniczo miał się poruszać tylko po Morzu Irlandzkim. Wadą zastosowanego typu silnika było duże zużycie paliwa (węgla), wyjątkowo dotkliwe przy pokonywaniu dużych odległości w przypadku braku możliwości zawinięcia do portu celem uzupełnienia zapasów. W 1819 roku parowiec SS Savannah przepłynął Atlantyk (częściowo pod żaglami).

## Rejs przez Atlantyk
W pierwszej połowie XIX wieku na morzach toczyło się współzawodnictwo między tradycyjnymi statkami żaglowymi a nowo budowanymi parowcami – pierwszymi jednostkami pływającymi niezależnymi od pracy ludzkich rąk (jak wiosłowe galery) lub kaprysów przyrody (jak żaglowce). Ambicją konstruktorów było przekonanie decydentów i szerokich mas, że przyszłość należy do transportowców napędzanych silnikiem parowym, podobnie zresztą jak do pociągów na lądzie. Argumentem przeciw stosowaniu parowców na długich trasach była konieczność zapewnienia ogromnej ilości paliwa, węgla lub drewna, które stanowiło sporą część zabieranego pod pokład ładunku. Niektórym krytykom parowców wydawało się bezsensowne wysyłanie w morze statków, które wiozły pokaźny zapas węgla zamiast ładunku użytecznego. Napoleon Bonaparte uznał projekt budowy parowca za absurdalny. 
W 1838 roku „Sirius” wyruszył z irlandzkiego portu Cork do Nowego Jorku, by przetrzeć szlak dla parowych statków pasażerskich na tej najważniejszej już wtedy trasie atlantyckiej. Zabrał w drogę do Ameryki 40 pasażerów. Rejs wydawał się pechowy. Miary nieszczęść dopełniło wyczerpanie się zapasu paliwa. Kapitan jednak się nie załamał i nakazał pozyskanie środków pędnych z samego statku. Na jego rozkaz marynarze zaczęli rąbać wyposażenie transportowca, meble, drzwi i podłogi, a w końcu jego burty i osłony kół łopatkowych. Dowódca mógłby oczywiście użyć żagli, jednak wtedy pionierska misja statku poniosłaby fiasko, dostarczając argumentów przeciwnikom żeglugi parowej. W nowojorskim porcie „Sirius” został przyjęty owacyjnie. 
Jego wyczyn zapoczątkował erę postępującej dominacji parowców, która w ciągu kilkudziesięciu lat doprowadziła do wyeliminowania żaglowców z transportu towarów i ludzi. Przyczyniło się do tego wynalezienie śruby, która zastąpiła mniej wydajne koła łopatkowe i udoskonalenie silników parowych, co umożliwiło znaczne zmniejszenie ilości potrzebnego paliwa.

## „Sirius” w literaturze
Historię „Siriusa” Juliusz Verne wplótł do powieści W 80 dni dookoła świata.